# Фотонний газ
У фізиці фотонний газ — це газоподібна сукупність фотонів, яка має багато властивостей звичайного газу, такого як водень або неон, включаючи тиск, температуру та ентропію. Найпоширенішим прикладом фотонного газу в рівновазі є випромінювання чорного тіла.
Фотони є частиною сімейства частинок, відомих як бозони, частинок, що відповідають статистиці Бозе-Ейнштейна та мають цілочисельний спін. Газ бозонів лише з одним типом частинок однозначно описується трьома функціями стану, такими як температура, об'єм та кількість частинок. Однак для чорного тіла розподіл енергії встановлюється взаємодією фотонів з речовиною, зазвичай зі стінками контейнера, і кількість фотонів не зберігається. В результаті хімічний потенціал фотонного газу чорного тіла дорівнює нулю в термодинамічній рівновазі. Таким чином, кількість змінних стану, необхідних для опису стану чорного тіла, зменшується з трьох до двох (наприклад, температура та об'єм).